# Karl-Johan Wong
Karl-Johan Sigvard Wong, född 7 mars 1923 i Kattarp, död 20 januari 1997 i Eskilstuna, var en svensk brottare som tävlade i både fristil och grekisk-romersk stil. Han tävlade för Skoftebyns AIF och Eskilstuna GAK.

## Karriär
Vid EM 1947 i Prag tog Wong brons i 87 kg-klassen. I grekisk-romersk stil tog han ett SM-guld och tre silver i lätt tungvikt (87 kg-klassen) samt i fristil tog han ett silver och tre brons i 100 kg-klassen.